# Alberta Briantiová
Alberta Briantiová, nepřechýleně Alberta Brianti (* 5. dubna 1980, San Secondo Parmense, Itálie) je současná italská profesionální tenistka. Její nejvyšší umístění na žebříčku WTA ve dvouhře bylo 55. místo (13. června 2011) a ve čtyřhře 68. místo (13. února 2012).
Na okruhu WTA vyhrála jeden turnaj ve dvouhře, když v roce 2011 zvítězila v marockém Fásu. Ve čtyřhře zvítězila na dvou turnajích. V roce 2011 v Palermu a o rok později v Dallasu.
Úspěšnější byla na okruhu ITF, kde vyhrála ve dvouhře 9 turnajů a ve čtyřhře 11.

## Finálové účasti na turnajích WTA Tour
| Legenda                                |
| -------------------------------------- |
| D – dvouhra; Č – čtyřhra               |
| Grand Slam (0)                         |
| WTA Tour Championships (0)             |
| Premier Mandatory & Premier 5 (0)      |
| Premier (0)                            |
| International, Tier III (1–1 D; 2-2 Č) |

### Dvouhra: 2 (1–1)
| Stav       | Č. | Datum          | Turnaj | Povrch | Finalistka      | Výsledek |
| ---------- | -- | -------------- | ------ | ------ | --------------- | -------- |
| Finalistka | 1. | 2. září 2009   | Kanton | tvrdý  | Šachar Pe'erová | 3-6, 4-6 |
| Vítězka    | 2. | 24. duben 2011 | Fás    | antuka | Simona Halepová | 6-4, 6-3 |

### Čtyřhra: 4 (2–2)
| Stav       | Č. | Datum             | Turnaj            | Povrch | Spoluhráčka       | Soupeřky ve finále                     | Výsledek |
| ---------- | -- | ----------------- | ----------------- | ------ | ----------------- | -------------------------------------- | -------- |
| Finalistka | 1. | 23. září 2007     | Kalkata, Indie    | tvrdý  | Maria Korytcevová | Alla Kudrjavcevová Vania Kingová       | 6–1, 6–4 |
| Vítězka    | 2. | 17. červenec 2010 | Palermo, Itálie   | antuka | Sara Erraniová    | Jill Craybasová Julia Görgesová        | 6-4, 6-1 |
| Vítězka    | 3. | 27. srpen 2011    | Dallas, USA       | tvrdý  | Sorana Cîrsteaová | Alizé Cornetová Pauline Parmentierová  | 7-5, 6-3 |
| Finalistka | 4. | 27. červenec 2012 | Baku, Ázerbájdžán | antuka | Eva Birnerová     | Iryna Burjačoková Valerija Solovjovová | 3-6, 2-6 |

## Postavení na žebříčku WTA na konci sezóny

### Dvouhra
| Rok    | 1996 | 1997   | 1998   | 1999   | 2000   | 2001   | 2002   | 2003   | 2004   | 2005   | 2006   | 2007   | 2008   | 2009  | 2010  | 2011  | 2012   | 2013   | 2014   | 2015   |
| Pořadí | 982. | ▲ 801. | ▲ 649. | ▼ 814. | ▲ 368. | ▲ 283. | ▼ 386. | ▲ 300. | ▼ 331. | ▲ 295. | ▲ 106. | ▼ 144. | ▼ 173. | ▲ 74. | ▼ 92. | ▲ 71. | ▼ 130. | ▼ 202. | ▼ 205. | ▼ 275. |

### Čtyřhra
| Rok    | 2001 | 2002   | 2003   | 2004   | 2005   | 2006   | 2007   | 2008   | 2009   | 2010  | 2011  | 2012  | 2013   | 2014   | 2015    |
| Pořadí | 497. | ▲ 496. | ▲ 457. | ▲ 316. | ▼ 376. | ▲ 267. | ▲ 139. | ▼ 216. | ▲ 196. | ▲ 83. | ▲ 79. | ▼ 93. | ▼ 557. | ▲ 376. | ▼ 1111. |